# 郑锐 (1922年)
郑锐（1922年10月—2016年2月11日），男，安徽寿县人，中华人民共和国政治人物，曾任中共合肥市委书记，合肥市人大常委会主任，合肥市人民政府市长，安徽省人大常委会副主任，安徽省周易研究会名誉会长，第五、七届全国人大代表。